# XEOY-AM
XEOY-AM 1000 kHz, Stereo Cien es una emisora comercial que transmite en la banda de amplitud modulada con 50 kW de potencia desde la Ciudad de México, en canal libre internacional.

## Historia
XEOY-AM fue fundada el 10 de febrero de 1941 por Ignacio Díaz Raygosa y José Iturbe Limantour, nietos de Porfirio Díaz Mori (presidente de México en siete periodos desde 1876 hasta 1911) y de su secretario de Hacienda, José Yves Limantour. Fue concesionada originalmente por Emilio Azcárraga Vidaurreta, quien en 1942 vendería la concesión de la estación a Guillermo Salas Peyró como pago de una deuda. Salas Peyró bautizó a la estación como Radio Mil, dada su ubicación en el dial, y posteriormente se adquirieron las concesiones de las estaciones XEPH-AM 590 kHz, XEBS-AM 1410 kHz, XEMX-AM 1380 kHz y XEUR-AM 1530 kHz, con las cuales se integró el grupo radiofónico Núcleo Radio Mil (hoy NRM Comunicaciones). La primera transmisión de Radio Mil fue la Novena Sinfonía de Ludwig van Beethoven.[cita requerida]
A partir de la década de 1950, Radio Mil adoptaría un formato imitativo de la XEW, al transmitir programación familiar de contenido, y fue una de las primeras emisoras que difundió música grabada (al igual que su estación hermana Radio 590), en una época en la cual ello era poco común. El 28 de agosto de 1957, Guillermo Salas Peyró establecería su contraparte en FM: XEOY-FM, inicialmente en los 100.5 MHz, que retransmitiría la programación de AM hasta 1961 y que independizaría su formato para transmitir música clásica con el nombre Estereomil.
El 18 de septiembre de 1990, Radio Mil se convertiría oficialmente en la primera estación en AM del entonces llamado Distrito Federal (hoy la Ciudad de México) que transmitió su programación en formato estereofónico (empezó a partir de 1980), tras un acuerdo de concertación establecido por la Secretaría de Comunicaciones y Transportes y por la Cámara Nacional de la Industria de Radio y Televisión, para incorporar el sistema estereofónico a las estaciones de amplitud modulada.
Entre los conductores y locutores que trabajaron en Radio Mil, destacan personajes como: Elvy Melgosa, Roberto Anaya, Gustavo Alvite Martínez, Bolívar Domínguez Maquivar, Agustín Romo Ortega, Manuel Vivian, Sergio Villarreal, Isabel Álvarez de la Pesa, Virginia Bello Méndez, Amalia Frías Santillán, Perla Xochitl Orozco, Laura Pérez González, Aída Solís Manjarrez, Antonio Barragán, Juan José Bravo Monroy, Sergio Perdomo Casado que ingresa a La División Noticias de Radio Mil y se convierte en un hecho inédito que cubre por más de 44 años la fuente política, con base en la Cámara de Diputados. Enrique Garay, Edgar Hernández, Luis Lara Ochoa, Roberto Pérez Hernández, Jorge Rocha, Carlos Suárez y Jesús Duarte.
Además, se transmitieron programas emblemáticos como las siguientes emisiones: Las inmortales de Radio Mil, programa donde se recordaban canciones de todas las épocas; Generación rock y Banana Split, dedicados al rock mexicano de la década de 1960 y a sus exponentes; El bazar, revista musical, de espectáculos, arte y literatura, y Las inmortales del cine, especializado en los temas musicales de las películas; La Ciudad: el noticiario de la radio, noticiario conducido por Miguel Ángel Granados Chapa, Mayté Noriega, Martín Espinosa, Guillermo de Toscano y Pablo Latapi; Enfoque, informativo que comenzó transmisiones en Stereo Cien en 1987, y que se integra a NRM tras la fusión con SOMER, conducido por Raúl Sánchez Carrillo, Jesús Rangel, Leonardo Curzio, Adriana Pérez Cañedo.
Radio Mil modificó su formato el 21 de mayo de 2006, al adoptar una programación temática dedicada al turismo, la gastronomía y los deportes de aventura en México, y tuvo como director a Edgar Fernando Morales "El Castor", además de que continuó transmitiendo el noticiario Enfoque en sus tres ediciones de lunes a viernes.[cita requerida]. En 2016 modificó su nombre a 1000 AM conservando el formato dedicado al turismo. En 2019 cambió a un formato de música pop en español de los 80s, 90s y 2000s con el nombre de Mil AM Lo mejor del Pop. El 1 de noviembre de 2020 retoma el nombre de Radio Mil con el eslogan Yo soy Radio Mil.
El 7 de junio de 2021 concluye Radio Mil tras 80 años al aire para volverse una repetidora de su estación hermana XHMM-FM Stereo Cien 100.1.